# Joan Bertran i Rusca
Joan Bertran i Rusca (Barcelona, 1931) és un religiós i químic català. El 1950 va ingressar a la Companyia de Jesús. Va estudiar Enginyeria industrial, Filosofia i Teologia, i el 1961 es llicencià en Química a la Universitat de Barcelona. El 1969 s'hi va doctorar després de fer el doctorat al Centre de Mecànica ondulatòria aplicada de París, on va viure de primera mà els fets del Maig del 68.
Després de treballar com a professor de química a l'Institut de Biologia Fonamental de la Universitat Autònoma de Barcelona, també exercí com a professor de química a la Universitat Autònoma de Madrid, a la Universitat d'Oviedo i a la Universitat de Sevilla. El 1983 assolí la càtedra de química de la Universitat Autònoma de Barcelona.
Ha fet nombrosos estudis teòrics del paper actiu del dissolvent en les reaccions químiques i de la catàlisi enzimàtica. També ha ajudat la comunitat investigadora de l'àmbit de la química teòrica a fer servir la nova eina de la simulació computacional i se'l considera impulsor destacat de l'ús a les universitats espanyoles dels mètodes de la química quàntica en l'estudi de l'estructura molecular i la reactivitat química. És doctor honoris causa de la Universitat Henri Poincaré de Nancy (2001) i de la Universitat de Girona (2004).
El 1992 va rebre el Premi de la Fundació Catalana per a la Recerca i el 1995 la Medalla Narcís Monturiol al mèrit científic tecnològic de la Generalitat de Catalunya. Des de 1981 és membre corresponent de l'Acadèmia Europea de Ciències, Arts i Lletres i des de 2003 de la Reial Acadèmia de Ciències i Arts de Barcelona.

## Obres
- La Química física al llindar del segle XXI (1999)
- Química cuántica : fundamentos y aplicaciones computacionales (2000) amb Vicenç Branchadell i Gallo, Miquel Moreno Ferrer i Mariona Sodupe Roure,
- Química física (Volumen I y II) (2002) amb Javier Núñez Delgado ISBN 8434480484, ISBN 9788434480483